# ورزشگاه وروتسواف
ورزشگاه وروتسواف (به لهستانی: Stadion Miejski) ورزشگاهی است که در شهر وروتسواف در کشور لهستان قرار دارد که مخصوص مسابقات جام ملت‌های اروپا ۲۰۱۲ ساخته شده‌است.
این ورزشگاه در ۱۰ سپتامبر ۲۰۱۱ افتتاح شده است و ۴۲٬۷۷۱ نفر ظرفیت آن است.